# Raul Palmes
Raul Ioan Palmeș (Nagyszeben, 1996. augusztus 16. –) román labdarúgó, a román élvonalbeli Csíkszereda játékosa.

## Pályafutása

### Klubcsapatokban
Raul Palmes a romániai Nagyszebenen született. A Honvéd-MFA neveltje, a 2016-2017-es szezonban tagja volt a Budapest Honvéd bajnokcsapatának. A 2017-2018-as idényben kölcsönben játszott a másodosztályú Kazincbarcikában, ahol 32 mérkőzésen lépett pályára és kétszer volt eredményes. Ezt követően újabb egy idényre kölcsönadta őt Kazincbarcikára a kispesti csapat, harminc bajnoki egyszer volt eredményes. A 2019-2020-as idényt megelőzően a román másodosztályú FK Csíkszereda igazolta le.

## Sikerei, díjai
Budapest Honvéd
- NB I
  - bajnok (1): 2016–17[3]